# Frank Richards (acteur)
Pour les articles homonymes, voir Frank Richards et Richards.
Frank Richards, né le 15 septembre 1909 à New York, et mort le 15 avril 1992, est un acteur américain reconnu pour jouer des criminels avec une apparence menaçante.

## Biographie
Même s'il est né à New York, Richards a passé la majorité de son enfance dans le Massachusetts, à Fall River.
Il a commencé à jouer du théâtre de répertoire à Cap Cod alors qu'il travaillait comme conducteur de camion de livraison de fruits seize heures par jour. Il a joué du théâtre de répertoire pendant huit ans et a notamment participé dans les pièces Broadway The Wanhope Building (1947), Embezzled Heaven (1944), The World We Make (1939) et Brown Danube (1939). Il a étudié les dialectes, les discours et l'élocution après la Seconde Guerre mondiale en plus de travailler dans les milieux de la radio et de la télévision. Il a joué dans plus de 150 films et émissions de télévision entre 1940 et le milieu des années 1980. Sa première apparition fut en 1938 et il finit sa carrière avec Une femme sous influence de John Cassavetes et a participé dans des séries comme Les Aventures de Superman et The Lone Ranger.

## Filmographie
- 1940 : Before I Hang - Otto Kron, un prisonnier
- 1940 : Arizona - Dugan (non crédité)
- 1941 : Tall, Dark and Handsome - membre de la mafia (non crédité)
- 1941 : Sky Raiders (Serial) - Murdock, homme de main [Ch. 8] (non crédité)
- 1941 : Fantômes en vadrouille (Hold That Ghost) - tueur (non crédité)
- 1941 : Public Enemies -  Shelby
- 1941 : The Corsican Brothers - homme de main de Colonna (non crédité)
- 1942 : Les Naufrageurs des mers du Sud (Reap the Wild Wind) de Cecil B. DeMille coutelier (non crédité)
- 1942 : Alias Boston Blackie - Mack , prisonnier à côté de Joe (non crédité)
- 1942 : Sunday Punch - un passant (non crédité)
- 1942 : Cairo - Alfred
- 1942 : A Man's World (en) - Thomas (non crédité)
- 1942 : You Can't Escape Forever - Scotty, homme de main de Greer (non crédité)
- 1943 : Redhead from Manhattan - un pêcheur (non crédité)
- 1945 : The House on 92nd Street - un espion allemand en formation (non crédité)
- 1947 : A Double Life - un machiniste (non crédité)
- 1947 : The Story of Mr. Hobbs - Spike
- 1948 : Appointment with Murder (en)  de Jack Bernhard - deuxième voyou (non crédité)
- 1949 : I Cheated the Law (1949) - un barman (non crédité)
- 1949 : The Set-Up - Bat, vendeur de programmes (non crédité)
- 1949 : The Crooked Way - Nick, un prêteur de caution (non crédité)
- 1949 : Canadian Pacific - travailleur des chemins de fer (non crédité)
- 1949 : Come to the Stable - Lefty, homme de main de Rossi (non crédité)
- 1949 : Slattery's Hurricane - un barman (non crédité)
- 1949 : The Cowboy and the Indians - Smiley Martin
- 1949 : Les Bas-fonds de Frisco (Thieves' Highway) - un chauffeur de taxi (non crédité)
- 1949 : Prison Warden - Cory (non crédité)
- 1949 : Tough Assignment - Steve
- 1949 : The Threat - Lefty
- 1950 : Le Convoi maudit (The Outriders)- personnage au couteau (non crédité)
- 1950 : Black Hand - semi idiot (non crédité)
- 1950 : Western Pacific Agent - Keystone
- 1950 : Le Père de la mariée (Father of the Bride) - chauffeur de camions (non crédité)
- 1950 : Love That Brute - Gangster (non crédité)
- 1950 : La porte s'ouvre (No Way Out) - Mac (non crédité)
- 1950 : Dangereuse Mission (Wyoming Mail) - contact à la prison (non crédité)
- 1950 : Kim - Abul (non crédité)
- 1950 : La Ruée vers la Californie (California Passage) - Sneed (non crédité)
- 1951 : Le Foulard (The Scarf) - Gargantua (non crédité)
- 1951 : Double Crossbones - videur de bar (non crédité)
- 1951 : Au-delà du Missouri (Across the Wide Missouri) - Tige Shannon (non crédité)
- 1951 : South of Caliente - Studsy Denning
- 1952 : Une vedette disparaît (Love Is Better Than Ever) - M. Carney, l'homme de la garde-robe (non crédité)
- 1952 : L'Homme à la carabine (Carbine Williams)' - Truex
- 1952 : Mademoiselle Gagne-Tout (Pat and Mike) - Sam Garsell
- 1952 : Le Fils de Géronimo (The Savage) - sergent Norris
- 1952 : Le Bal des mauvais garçons (Stop, You're Killing Me) - Gallagher, un voyou (non crédité)
- 1953 : Filles dans la nuit (Girls in the Night) - le barman Danny (non crédité)
- 1953 : The System (en) - Charley, le majordome de Merrick
- 1953 : The Caddy - Burly Caddie (non crédité)
- 1953 : J'aurai ta peau (I, the Jury) - le porte-flingue Thompson (non crédité)
- 1953 : Clipped Wings - Cralia Dupree (non crédité)
- 1953 : Prisoners of the Casbah (en)' - deuxième voleur
- 1953 : Un galop du diable (Money from Home) - chauffeur de camion en colère (non crédité)
- 1954 : Tennessee Champ - J.B. Backett
- 1954 : Return from the Sea - barman
- 1954 : Destry - un simplet
- 1954 : The Atomic Kid - employé de casino (non crédité)
- 1955 : Pirates of Tripoli - Zurtah (non crédité)
- 1955 : New York Confidential - voyou (non crédité)
- 1955 : A Bullet for Joey - officier de marine (non crédité)
- 1955 : Spy Chasers - George
- 1955 : Blanches colombes et vilains messieurs (Guys and Dolls) - homme avec des colis (non crédité)
- 1955 : L'Homme au bras d'or (The Man with the Golden Arm) - poivrot aveugle (non crédité)
- 1956 : L'Ultime Razzia (The Killing) - employé du champ de course (non crédité)
- 1956 : Man from Del Rio - Ken, le garçon d'écurie (non crédité)
- 1956 : Running Target - Castagna
- 1956 : The Desperados Are in Town - Mr. Tawson (non crédité)
- 1957 : The Storm Rider - Will Feylan
- 1957 : The Persuader - Steve
- 1957 : Gun Battle at Monterey' - Gus (non crédité)
- 1957 : The Hard Man - Vince Kane (non crédité)
- 1957 : Escape from Red Rock - Price
- 1958 : The World Was His Jury - le matelot Milo Radvitch, aka Mikel Petrov (non crédité)
- 1958 : Le Chouchou du professeur (Teacher's Pet) - chauffeur de taxi (non crédité)
- 1958 : How to Make a Monster - gardien du studio (non crédité)
- 1958 : The Cry Baby Killer - Pete Gambelli
- 1958 : L'Orchidée noire (The Black Orchid) - Hood (non crédité)
- 1958 : La révolte est pour minuit (en) (Revolt in the Big House) de R. G. Springsteen - Jake
- 1958 : Cœurs brisés (Lonelyhearts) - chauffeur de taxi
- 1959 : Arson for Hire - homme au téléphone
- 1959 : Le Bourreau du Nevada (The Hangman) - Zimmerman (non crédité)
- 1959 : Le Shérif aux mains rouges (The Gunfight at Dodge City) - costaud avec une fille de saloon (non crédité)
- 1960 : Un numéro du tonnerre (Bells Are Ringing) - ami de Barney Lampwick - homme dans la rue (non crédité)
- 1960 : Du haut de la terrasse (From the Terrace) - le barman (non crédité)
- 1963 : Un homme doit mourir (The Hook) (1963) - soldat Kaskevitch
- 1965 : La Plus Grande Histoire jamais contée (The Greatest Story Ever Told) - (non crédité)
- 1974 : Une femme sous influence (A Woman Under the Influence) - Adolph

## Crédit d'auteurs
- (en) Cet article est partiellement ou en totalité issu de l’article de Wikipédia en anglais intitulé « Frank Richards (actor) » (voir la liste des auteurs).